# Neill Armstrong

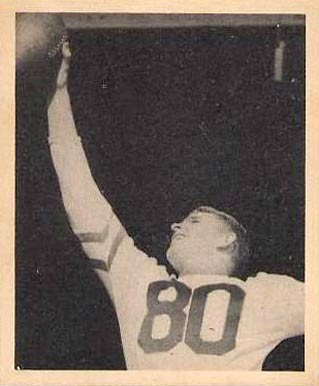
Neill Armstrong

Neill Ford Armstrong (9 de março de 1926 – 10 de agosto de 2016) foi um jogador e treinador de futebol americano, cuja carreira se estendeu por mais de quatro décadas, tanto a faculdade e níveis profissionais. Notavelmente, Armstrong serviu como treinador principal da Edmonton Eskimos da Canadian Football League (CFL) e os Chicago Bears da National Football League (NFL).

## Carreira como Jogador
Armstrong jogou futebol americano universitário no Oklahoma A & M de 1943 a 1946, e foi escolhido na primeira rodada (em 
oitavo lugar) no Draft da NFL de 1947 pelo Philadelphia Eagles. Jogando tanto como wide receiver quanto defensive back, ele ajudou seu time conquistar o campeonato da NFL nos anos de 1948 e 1949. Armstrong concluiu sua carreira de jogador no início dos anos 50, jogando para o Winnipeg Blue Bombers da CLF.

## Carreira como Treinador
Em 1962, a carreira profissional de Armstrong como treinador começou quando foi contratado como treinador assistente do Houston Oilers, no início da American Football League (AFL). Depois de servir dois anos nesse cargo, ele foi transferido de volta para o Canadá como treinador oficial do Edmonton Eskimos. Em seus seis anos na função, a equipe alcançou a pós-temporada três vezes.
Armstrong foi contratado como assistente do Minessota Vikings em 1970, e tornou-se uma parte integral na área de desenvolvimento da estratégia de defesa da equipe. Depois de ajudar a equipe alcançar a pós-temporada em sete dos oito anos seguintes, ele foi contratado como treinador principal do Chicago Bears em fevereiro de 1978. Em quatro anos à frente do Bears, apenas ele foi capaz de alcançar o recorde de 30-35, com uma aparição no playoff de 1979. Ele foi dispensado em Janeiro de 1982, mas contratado novamente em menos de dois meses depois como assistente do Dallas Cowboys. Ele passou as próximas oito temporadas com a equipe até anunciar sua aposentadoria em 22 de fevereiro de 1990. Ele e Bud Grant são os únicos a manter o feito de terem jogado e treinado em equipes tanto na NFL quanto na CFL.  Ele faleceu em Trophy Club, no Texas, em 2016.